# Agardhiella macrodonta
Agardhiella macrodonta е вид охлюв от семейство Argnidae. Видът не е застрашен от изчезване.

## Разпространение
Разпространен е в България, Гърция и Сърбия.